# Zbigniew Ryziewicz
Zbigniew Ryziewicz (ur. 26 czerwca 1921 roku we Lwowie, zm. 21 listopada 2006 w Szczecinie) – polski trener piłkarski, jeden z twórców Pogoni Szczecin.
Absolwent XI Gimnazjum i Technikum Łączności we Lwowie gdzie rozpoczął swoją karierę piłkarską. Po zakończeniu II wojny światowej przeniósł się do Szczecina. Pracował w Pomorskiej DOKP do 1981. Szlify trenerskie zdobył w 1980 na kursie szkoleniowym na AWF we Wrocławiu m.in. razem z Kazimierzem Górskim. Był trenerem młodzieży szczecińskich klubów piłkarskich: Pioniera, Startu, Budowlanych i Pogoni, z którą w 1965 roku zdobył wicemistrzostwo Polski. W Pogoni trenował także drugą drużynę seniorów (1972–1975). Jego wychowankami byli m.in.: 
- Zenon Kasztelan
- Marian Kielec
- Andrzej Rynkiewicz
- Leszek Wolski

Zmarł w 21 listopada 2006 roku. Został pochowany na szczecińskim Cmentarzu Centralnym 24 listopada 2006 roku na kwaterze nr. 29a.